# Austroniscus ovalis
Austroniscus ovalis là một loài chân đều trong họ Nannoniscidae. Loài này được Vanhöffen miêu tả khoa học năm 1914.